# Crotona
Crotona (en italià, Crotone) és una ciutat italiana capital de la província de Crotona a la regió de Calàbria. Té uns 60.000 habitants.

## Història
Crotona o Crotó (grec antic: Κρότων) fou una colònia grega de la Magna Grècia (Itàlia) a la part est de la costa de la península dels brucis, a la desembocadura del riu Esaros. Fou fundada pels aqueus dirigits per Míscel, ciutadà de la ciutat aquea de Ripes, seguint les instruccions de l'oracle de Delfos. Dionisi d'Halicarnàs diu que es va fundar el 710 aC. El nom derivaria de Crotó que va hostejar a Hèrcules, que el va matar accidentalment i fou enterrat en aquell lloc; Hèrcules fou el deu tutelar de la ciutat i considerat οὶκιστής (oikistés 'fundador', 'colonitzador'). La colònia va prosperar aviat i es van construir unes grans muralles, sotmetent als brucis de la rodalia. Van fundar la colònia de Terina, a la costa de la mar Tirrena, i la de Caulònia entre Terina i Locres. Les ciutats de Lamecíon, al golf Hipònic, i Escil·lècion, a l'altre costat de l'istme, es creu que se li van sotmetre. Sembla que va estar en bones relacions amb Síbaris, amb la qual compartia un comú origen aqueu, tot i no arribar al nivell de riquesa i sofisticació de la ciutat veïna. Els habitants de Crotona s'exercitaven en l'esport i van guanyar gran nombre de premis als Jocs Olímpics (una vegada van aconseguir set primers premis). El govern era oligàrquic dirigit per un consell de 100 membres suposats descendents dels primers colons.
El territori de Crotona era bastant gran: cap al nord arribava fins al riu Hílias, i cap al sud fins als dominis de Locres; entremig les colònies de Escil·lècion i Caulònia; cap a l'oest el límit era incert. A la rodalia hi havia el temple de Lacini Juno al promontori del mateix nom, i un temple d'Hera, on cada any es feia una assemblea de les ciutats gregues d'Itàlia.
Al segle vi aC va arribar a la ciutat Pitàgores (cap al 540 aC o potser el 530 aC) i va establir allí la seva escola filosòfica, que va atreure a molts ciutadans. Pitàgores va utilitzar la seva influència amb finalitats polítiques, però no se sap gaire dels canvis polítics i les revolucions que va portar. Se sap que a més de la influència que exercia sobre el consell i sobre molts ciutadans, tenia un cos de 300 joves seleccionats entre els deixebles més fidels, que influïa en les deliberacions del consell. Amb el temps la popularitat de Pitàgores va decaure i va esclatar una revolució democràtica contra la seva influència; Pitàgores va ser expulsat i el gran consell enderrocat, establint-se la democràcia; altres ciutats de la Magna Grècia on Pitàgores també havia adquirit influència, van ser teatre també de revolucions democràtiques. En temps en què Pitàgores era influent va esclatar una guerra amb Síbaris que va acabar quan l'exèrcit de Crotona dirigit per l'atleta Miló, deixeble de Pitàgores, va guanyar la batalla del riu Treis i va ocupar Síbaris, amb la destrucció d'aquesta ciutat seguidament (510 aC). Polibi diu que després de l'expulsió de Pitàgores, Crotona va fer una aliança amb Síbaris i Caulònia, però com que Síbaris ja havia estat destruïda, cal pensar que la va fer amb els seus antics habitants.
Més tard Crotona va ser derrotada al riu Sagras per un exèrcit de Locres i Règion, i segons Estrabó això va representar el principi de la decadència (tot i que fins al segle següent va restar com la principal ciutat de la Magna Grècia). La data no està fixada, i Justí diu que això va passar abans del 540 aC, però entra en contradicció amb Estrabó que sembla millor informat. Seguint al darrer i a Diodor de Sicília la batalla s'hauria lliurat abans del 480 aC.
Durant el segle V aC Crotona va fundar la colònia de Túrios, amb la qual va signar un tractat d'aliança. Durant l'expedició atenenca a Sicília (415 aC-413 aC) va observar una estricta neutralitat, proveint als atenencs de provisions però negant el pas per terra a les forces de l'expedició.
El 389 aC Dionisi el Vell de Siracusa va creuar l'estret i va atacar Caulònia, i Crotona va encapçalar la lliga de ciutats gregues contràries a Siracusa, però les forces confederades van ser derrotades al riu Helleporos i Dionisi va entrar a Caulònia, Hippònion i Escil·lècion (la darrera possessió de Crotona). No consta a Diodor que Crotona fos atacada però Titus Livi diu que Dionís el Vell va sorprendre la ciutadella de la ciutat i es va apoderar de Crotona, que va conservar uns dotze anys.
A la caiguda del tirà, Crotona va recuperar la independència, però en aquest temps el poder de Lucània i dels brucis havia augmentat. Els brucis van assetjar la ciutat i Crotona va haver de demanar ajut a Siracusa, que va enviar un exèrcit dirigit per Heraclides i Sosístrat, que en lloc de defensar la ciutat van entrar en les intrigues dels partits locals el que va portar a una o més revolucions. Els brucis es van retirar mitjançant un tractat però llavors la ciutat va estar amb guerra amb els membres del partit derrotat que s'havien exiliat. L'exèrcit de la ciutat va ser confiat al general Menedem, que va derrotar els exiliats però es va fer ell mateix amb el poder com a dèspota fins que Crotona va caure en mans de Agàtocles de Siracusa i hi va establir una guarnició; no se sap quant de temps la va dominar, però finalment va recuperar la independència, tot i que ja el seu poder era molt menor.
Durant l'estatge de Pirros de l'Epir a la Magna Grècia, Crotona va rebre un destacament romà. Règion es va apoderar de Crotona per traïció i els soldats romans a la ciutat van ser morts i la ciutat destruïda en gran part. Va passar a mans de Pirros però els romans la van sorprendre i ocupar, dirigits pel cònsol Corneli Rufí durant l'absència de Pirros (277 aC). La ciutat, molt malmesa i decaiguda, va quedar en poder de Roma.
Durant la Segona Guerra Púnica els brucis eren aliats dels cartaginesos. Aquesta aliança, sota el comandament del general Hannó, va ocupar Crotona menys la ciutadella, que finalment també es va rendir; el partit aristocràtic va ser expulsat cap a Locres i un cert nombre de brucis es va establir a la ciutat per cobrir la vacant dels expulsats. La ciutat tenia fortificacions, una ciutadella i un port (que no era un bon port però valia com estació naval) que la feien important militarment i cap al final de la guerra era la principal plaça forta dels cartaginesos. Hanníbal va establir a la ciutat els seus magatzems principals i la va tenir com a quarter durant tres hiverns. Aquesta guerra va acabar d'enfonsar la ciutat. Recuperada pels romans al final de la guerra s'hi va establir una colònia romana el 194 aC.
Sota domini romà era una ciutat provincial secundària, amb rang de colònia segons les inscripcions trobades (tot i que Plini i Claudi Ptolemeu no n'esmenten aquesta condició), i no torna a ser mencionada per cap esdeveniment rellevant durant tot l'Imperi.
Va ser teatre d'alguns combats durant les guerres dels generals romans d'Orient Belisari i Narses contra els ostrogots, quan era una de les poques ciutats de certa importància del sud d'Itàlia. Va quedar sota sobirania romana d'Orient fins a la conquesta normanda.
Van néixer a Crotona els metges Alcmeó i Demòcedes, metge del rei Darios de Pèrsia, i un gran nombre de filòsofs pitagòrics, entre els quals destaquen Filolau i l'esmentat Alcmeó.

## Llocs d'interès

### Castell de Carles V

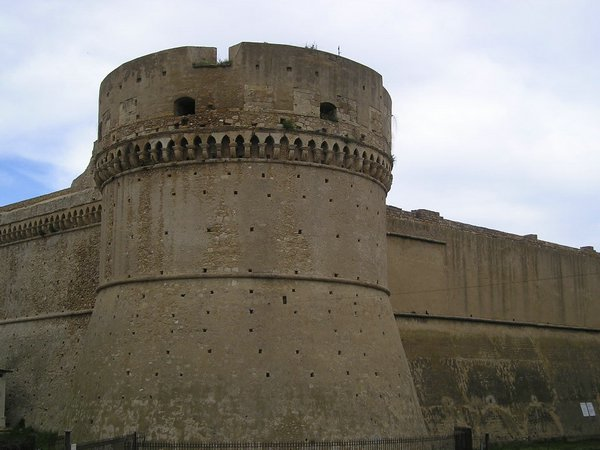
Torre del Castell de Carles V

El Castell de Carles V (Castello di Carlo V en italià) va ser construït el 840 per defensar la ciutat de les incursions dels sarraïns i va ser modificat el 1541 per Carles V. Té una forma poligonal, i dues torres: la Torre Aiutante (més massissa) i la Torre Comandante. Actualment, el castell alberga una secció del Museu Arqueològic Nacional de Crotona.
El baluard de Sant Giacomo era una estructura important perquè dominava el port i la zona marítima circumdant. Va servir com a refugi a les tropes i n'era el far principal del port. En 1895 va ser parcialment demolit per proporcionar material de construcció.
La Torre Aitante va ser utilitzada com a residència oficial.

### La Catedral

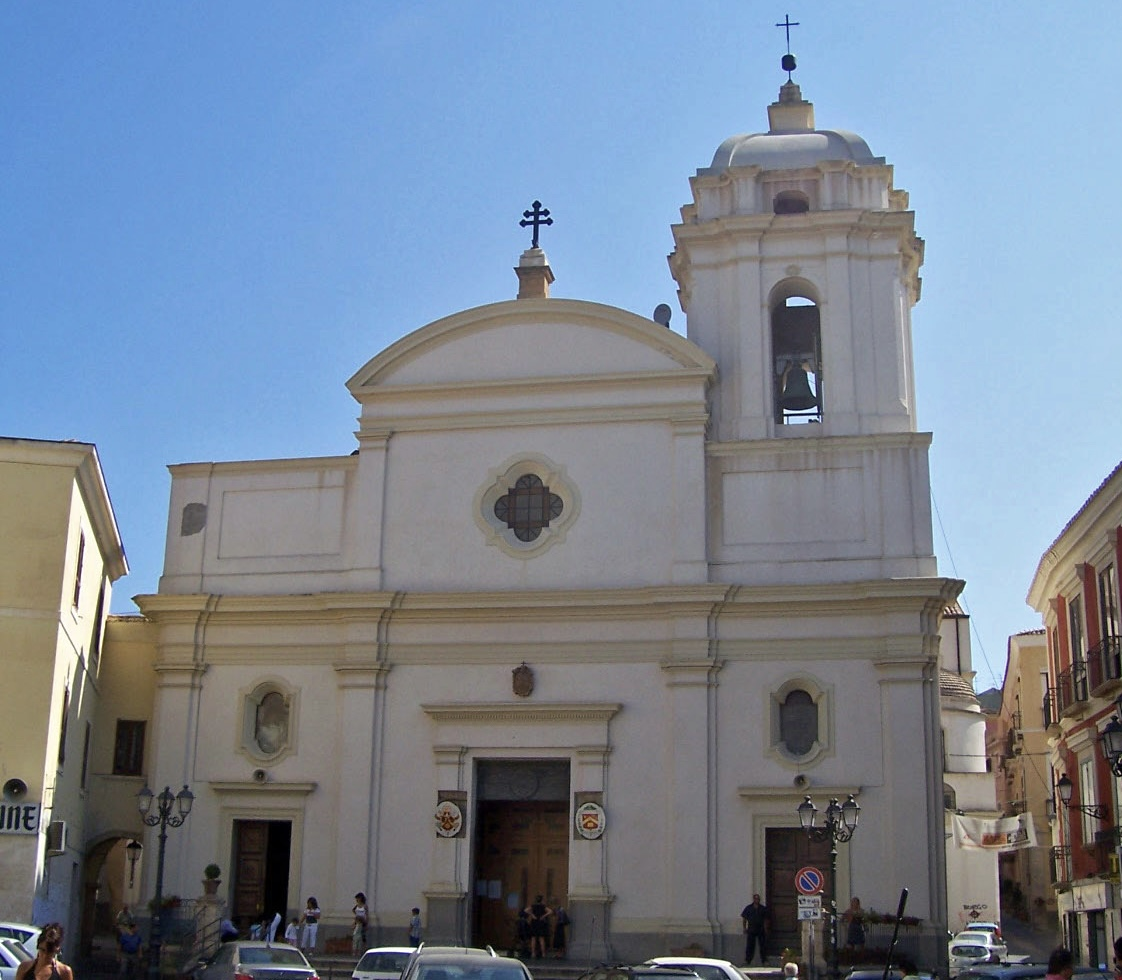
Catedral de Crotona

La Catedral de Crotone, dedicada a Santa Maria de l'Assumpció i Sant Dionís l'Areopagita, té un traçat original del segle ix. Reconstruïda al segle xv amb materials del Temple d'Hera, l'estructura va patir nombroses reformes.
La façana neoclàssica, flanquejada per un campanar imponent, té tres portals majestuosos. L'interior està dividit en tres naus sostingudes per pilars i és la llar de valuoses obres d'art: una pica baptismal de pedra amb base de zoomorfa del segle xiii, un cor de fusta del segle xvii, dos bustos de fusta que representen a Sant Gener i Sant Dionís, ambdós del segle xvii, un crucifix en terracota i púlpit de marbre dissenyat per Pietro Paolo Farinelli el 1898.
Als últims anys s'ha col·locat a l'entrada una estàtua de bronze del Pare Pius.
La plaça al costat de l'entrada va ser completament restaurat en 2003-2004.